# الوعد الحق (برنامج تلفزيوني)
برنامج الوعد الحق هو برنامج إسلامي يتحدث عن رحلة الإنسان إلى الدار الآخرة استنادًا إلى كتاب الله عز وجل وسنة الرسول صلى الله عليه وسلم. فماذا بعد الموت ورحيلنا عن هذه الدنيا، وكيف نعمل على عدم دخول النار، وكيف نعمل على دخول الجنة. برنامج الوعد الحق يقدمه الإعلامي محمد خالد ويستضيف الشيخ الدكتور عمر عبد الكافي.

## فكرة البرنامج
قال المذيع محمد خالد جاءت فكرة البرنامج امتدادًا لبرامج دينية طرحتها قناة الشارقة الفضائية سابقًا، غير أن 'الوعد الحق' برنامج تكاملت فيه عناصر النجاح: من شيخ داعية علامة كبير مثل الشيخ عمر عبد الكافي، ومن موضوع يشغل بال كثير من الناس كحياة البرزخ والدار الآخرة ونعيمها وعذابها وحياة ووفاة وصفات سيدنا محمد صلى الله عليه وسلم، بالإضافة إلى الدعم اللامحدود من القائمين على البرنامج.
أما عن البرنامج نفسه فقد أكد محمد خالد أن برنامج (الوعد الحق) جاء هكذا تلقائيًا بدون أي إعداد أو (سكريبت) مطبوع فهو عبارة عن محاورة بين شخصين ولنقل بين عالم وتلميذه عن أشياء يريد أن يتعلمها هذا الطالب.

## حلقات البرنامج
- المقدمة
- مرض الموت
- الوصية
- علامات الساعة الصغرى 1
- علامات الساعة الصغرى 2
- علامات الساعة الصغرى 3
- علامات الساعة الصغرى 4
- علامات الساعة الصغرى 5
- علامات الساعة الكبرى 1
- علامات الساعة الكبرى 2
- علامات الساعة الكبرى 3
- وفاة النبي صلى الله عليه وسلم 1
- وفاة النبي صلى الله عليه وسلم 2
- أول المنازل 1
- أول المنازل 2
- موجبات عذاب القبر 1
- موجبات عذاب القبر 2
- المنجيات من عذاب القبر 1
- المنجيات من عذاب القبر 2
- حسن الخاتمة
- سوء الخاتمة
- هول المطلع وأرض المحشر
- الحشر والحساب وتطاير الصحف والميزان
- الصراط 1
- الصراط 2
- الحوض والشافعة
- المبشرون بالنار 1
- المبشرون بالنار 2
- دركات النار
- وصف النار 1
- وصف النار 2
- وصف النار 3
- وصف النار 4
- وصف النار 5
- مفاتيح الجنة
- أبواب الجنة
- نعم الجنة
- صفات عباد الرحمن
- رؤية الله في الجنة
- وفي الختام كلمة
- مع الجمهور 1
- مع الجمهور 2
- مع الجمهور 3

## وقت عرض البرنامج
عُرِضَ في رمضان 1426هـ - 2005 يوميًا من السبت إلى الخميس الساعة الرابعة والنصف على قناة الشارقة. الإعادة الساعة ونصف بعد منتصف الليل. وبعد رمضان عُرِضَ البرنامج يومي الإثنين والخميس الساعة 10 ابتداءً من الحلقة 27. إعادة حلقة الاثنين يوم الأربعاء الساعة 2:45 ظهرًا، إعادة حلقة الجمعة يوم الأحد الساعة 2:45 ظهرًا.

## طالع أيضًا
- قائمة الأفلام والمسلسلات الإسلامية
- عمر عبد الكافي